# 加利亚诺阿泰尔诺
加利亚诺阿泰尔诺（義大利語：Gagliano Aterno），是意大利阿奎拉省的一个市镇。总面积33.3平方公里，人口294人，人口密度8.8人/平方公里（2009年）。ISTAT代码为066045。